# Eiza González
Eiza González Reyna (sinh ngày 30 tháng 1 năm 1990) là một nữ diễn viên và ca sĩ người México. Với vai diễn đầu tay Lola Valente trong tiểu thuyết truyền hình México mang tên Giấc mơ Lọ Lem, cô gặt hái được những thành công đầu tiên và sau đó vào vai chính trong bộ phim truyền hình tuổi teen Sueña conmigo của đài Nickelodeon. González trở nên nổi tiếng hơn tại thị trường ngoài nước với vai chính Santanico Pandemonium trong loạt phim kinh dị Mỹ From Dust till Dawn: The Series (2014–2016), Monica "Darling" Castello trong phim hành động tội phạm Quái xế Baby (2017), Nyssiana trong phim hành động cyberpunk Alita: Thiên thần chiến binh (2019) và Quý cô M trong phần phim spin-off của Fast & Furious mang tên Fast & Furious: Hobbs & Shaw (2019).